# Christen Christensen
Christen Christensen (Oslo, 17 novembre 1904 – Oslo, 2 giugno 1969) è stato un pattinatore artistico su ghiaccio norvegese, specializzato nel pattinaggio artistico su ghiaccio a coppie.

## Risultati
Con Randi Bakke
| Evento                    | 1923 | 1929 | 1930 | 1931 | 1932 | 1933 | 1934 | 1935 | 1936 |
| ------------------------- | ---- | ---- | ---- | ---- | ---- | ---- | ---- | ---- | ---- |
| Giochi olimpici invernali |      |      |      |      |      |      |      |      | 15°  |
| Campionati mondiali       | 5°   |      |      |      |      | 3°   | 5°   |      |      |
| Campionati norvegesi      |      | 1°   | 1°   | 1°   | 1°   | 1°   | 1°   | 1°   | 1°   |